# Warren Park
Warren Park és una població dels Estats Units a l'estat d'Indiana. Segons el cens del 2000 tenia 1.656 habitants.

## Demografia
Segons el cens del 2000, Warren Park tenia 1.656 habitants, 915 habitatges, i 373 famílies. La densitat de població era de 1.420,9 habitants/km².
Dels 915 habitatges en un 16,2% hi vivien nens de menys de 18 anys, en un 28,5% hi vivien parelles casades, en un 9,5% dones solteres, i en un 59,2% no eren unitats familiars. En el 56% dels habitatges hi vivien persones soles el 44,6% de les quals corresponia a persones de 65 anys o més que vivien soles. El nombre mitjà de persones vivint en cada habitatge era d'1,81 i el nombre mitjà de persones que vivien en cada família era de 2,77.
Per edats la població es repartia de la següent manera: un 17,9% tenia menys de 18 anys, un 5,4% entre 18 i 24, un 21,3% entre 25 i 44, un 18,5% de 45 a 60 i un 37% 65 anys o més.
L'edat mediana era de 50 anys. Per cada 100 dones de 18 o més anys hi havia 60,8 homes.
La renda mediana per habitatge era de 25.185 $ i la renda mediana per família de 46.384 $. Els homes tenien una renda mediana de 41.607 $ mentre que les dones 25.658 $. La renda per capita de la població era de 24.836 $. Entorn del 4,9% de les famílies i el 6,2% de la població estaven per davall del llindar de pobresa.

## Poblacions més properes
El següent diagrama mostra les poblacions més properes.